# Louis-Robert Carrier-Belleuse
Pour les articles homonymes, voir Carrier-Belleuse (homonymie), Carrier (homonymie) et Belleuse.
Louis-Robert-Mary Carrier-Belleuse, né à Paris le 4 juillet 1848 et mort à Paris 9e le 14 juin 1913, est un peintre, sculpteur et céramiste français.

## Biographie
Il est le frère du peintre-pastelliste Pierre Carrier-Belleuse et le fils du sculpteur reconnu Albert-Ernest Carrier-Belleuse dont il fut l'élève. À l'École des beaux-arts de Paris, il suit les leçons de Gustave Boulanger et d'Alexandre Cabanel,.
Il reçoit un prix pour un tableau au Salon 1881 et est primé pour une sculpture au Salon 1889. Louis-Robert Carrier-Belleuse travaille à la Manufacture de Sèvres auprès de son père qui en était le directeur artistique depuis 1875. En 1877, il se forme à la céramique auprès de Théodore Deck et participe au concours de Sèvres en 1882. Il dessine des modèles pour la Faïencerie de Choisy-le-Roi dont il devient le directeur artistique en 1889.

## Collections publiques

### Peinture
- Albert-Ernest Carrier-Belleuse dans son atelier, vers 1874, huile sur toile, New York, musée d'art Dahesh
- Une équipe de bitumiers, 1883, anciennement à Paris au musée du Luxembourg, non localisé
- Porteurs de farine, 1885, Paris, Petit Palais
- Les Petits Ramoneurs, musée de Rochefort[3]
- Une petite curieuse (1882), musée Hèbre, Rochefort-sur-Mer
- Marchand de journaux(1882), musée Hèbre, Rochefort-sur-Mer
- Projet pour une coupe d'orfèvrerie, sanguine et craie blanche, Paris, musée d'Orsay
- Les Joueurs d'échecs, musée de Besançon

### Sculpture
- Nymphe et satyre, marbre, musée des beaux-arts de Nice
- Monument national du Costa Rica[4], 1891
- Tombeau du président José María Reina Barrios au Guatemala, 1892

Œuvres de Louis-Robert Carrier-Belleuse
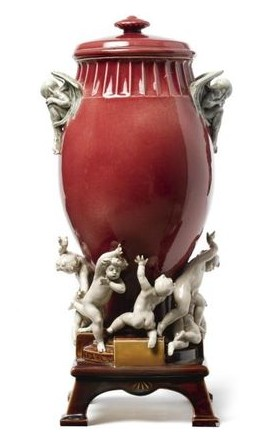
Vase à couvercle (vers 1885), Choisy-le-Roi, Manufacture Hautin-Boulenger et Co
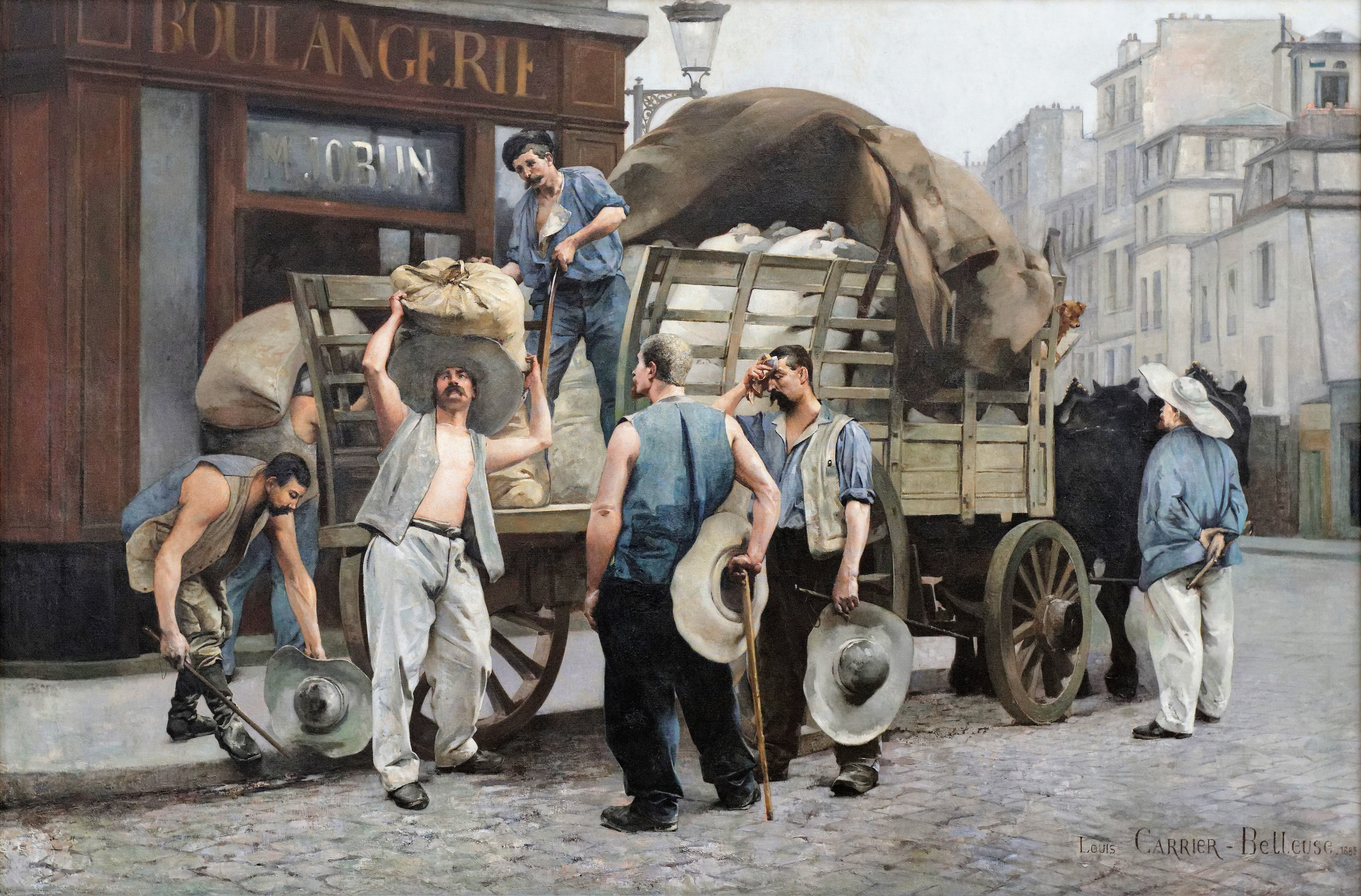
Porteurs de farine. Scène parisienne, 1885, Paris, Petit Palais
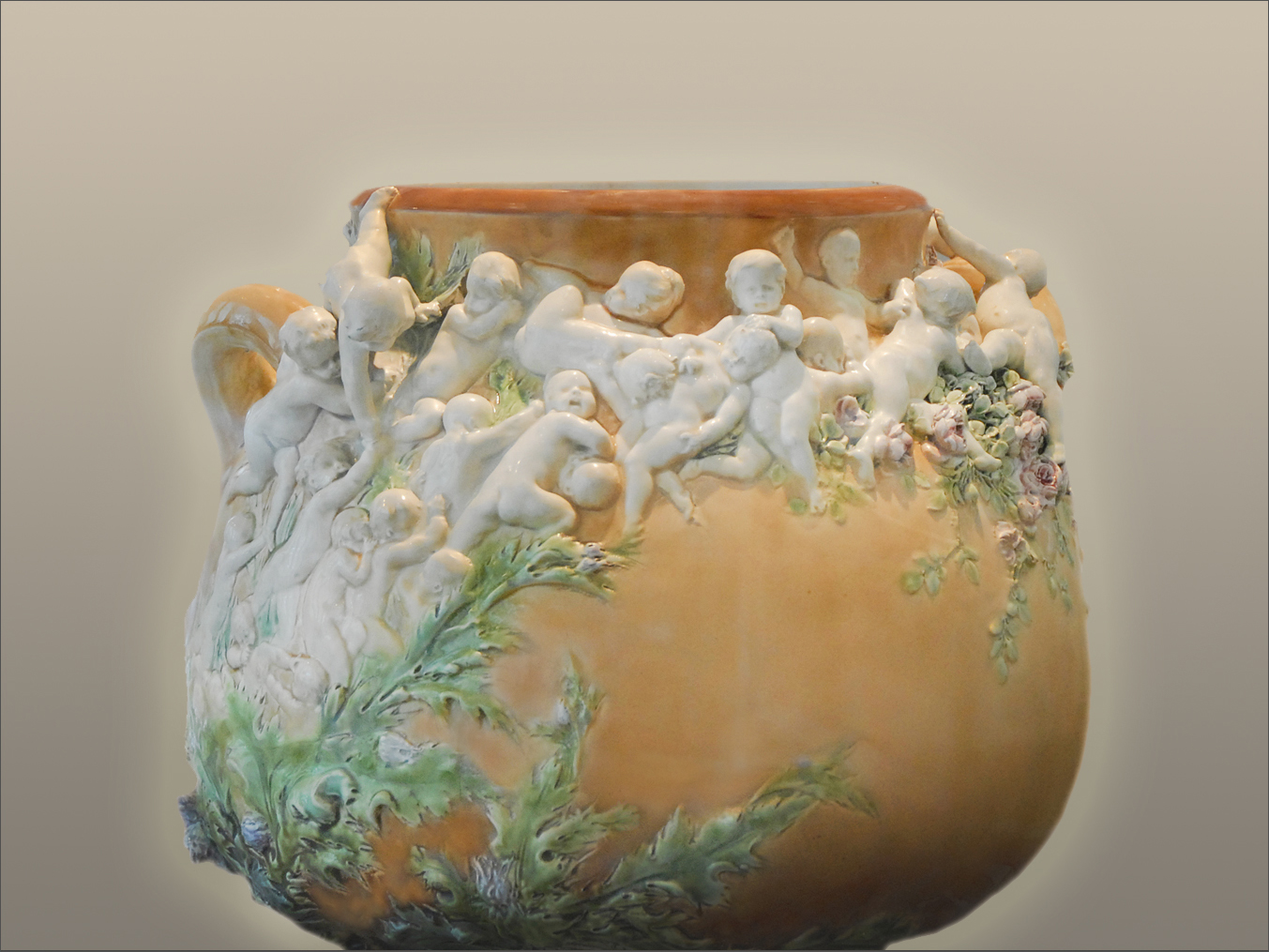
La Lutte pour la vie, vase en faïence, modèle présenté au Salon de la société des artistes français en 1894, Paris, Petit Palais
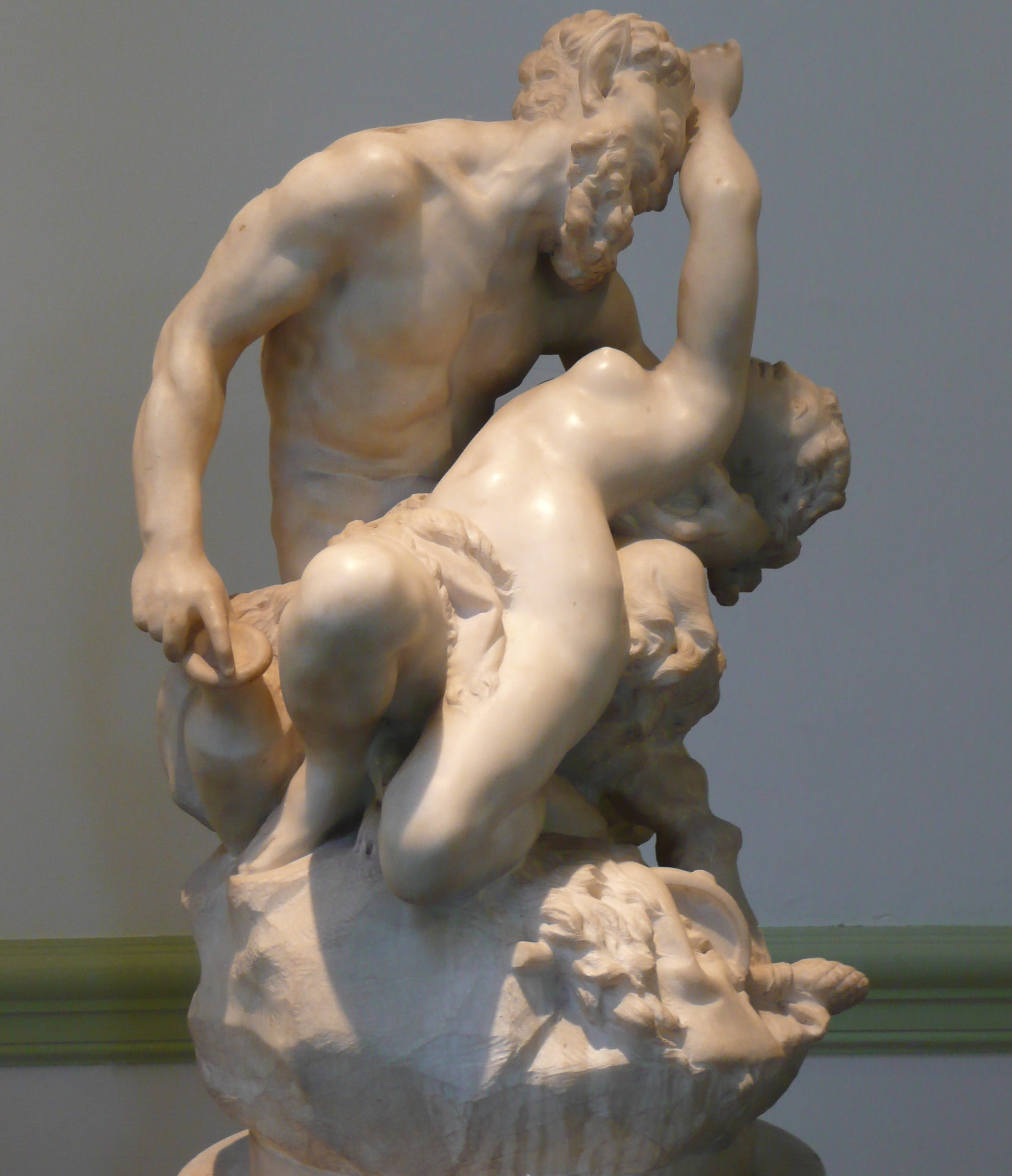
Nymphe et satyre, musée des beaux-arts de Nice